# Oʻtkir Sultonov

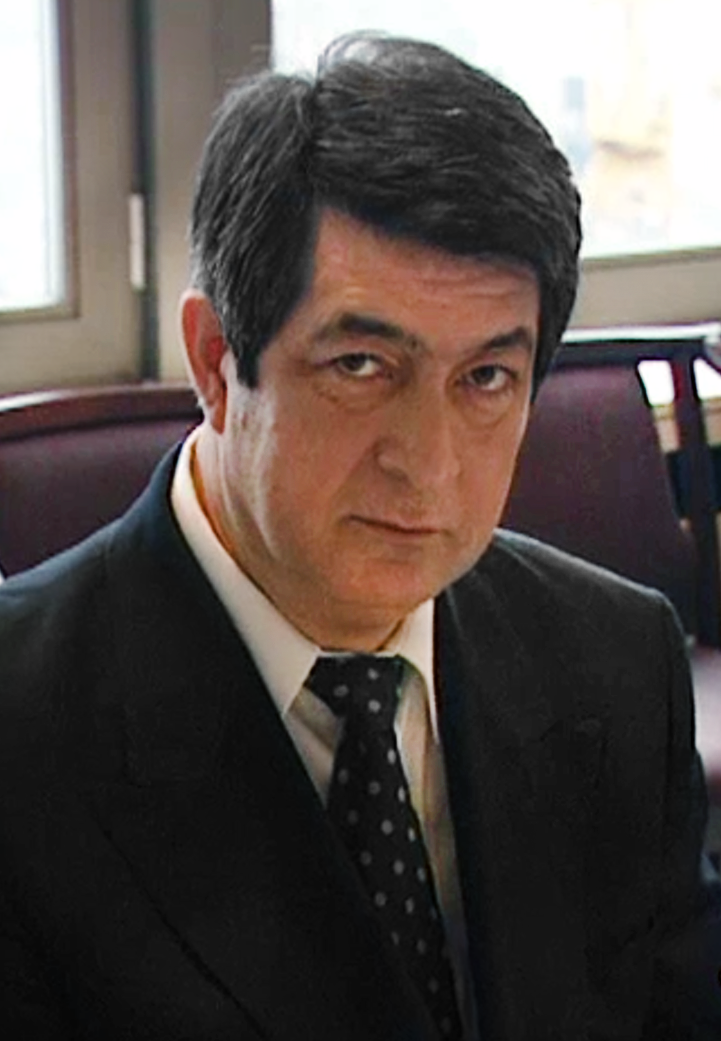
Oʻtkir Sultonov, 1995

Oʻtkir Toʻxtamurodovich Sultonov (kyrillisch Ўткир Тўхтамурадович Султонов; russisch Уткир Тухтамурадович Султанов, Utkir Tuchtamuradowitsch Sultanow; * 14. Juli 1939 in Taschkent, Usbekische SSR; † 28. November 2015) war vom 21. Dezember 1995 bis zum 11. Dezember 2003 Premierminister Usbekistans.

## Biographie
Sultonov erwarb 1963 einen akademischen Abschluss als Elektrotechniker an der Polytechnischen Universität Tomsk. Von 1985 bis 1991 leitete er den Forschungs- und Produktionsverband „Wostok“, eines der größten Unternehmen der Usbekischen SSR. Im März 1990 wurde er zum Abgeordneten der Usbekischen SSR der 11. Einberufung gewählt. 1991 war er als Vorsitzender des Staatlichen Ausschusses für Außenhandel und Außenbeziehungen Usbekistans tätig.
Auf dem Gründungskongress der Demokratischen Volkspartei Usbekistans im November 1991 wurde Sultonov deren Mitglied im Zentralrat.
Er wurde von Präsident Islom Karimov aufgrund mangelhafter Agrar- und Arbeitsmarktpolitik entlassen. Sein Nachfolger als Premierminister wurde Shavkat Mirziyoyev.